# 周林寺
周林寺（しゅうりんじ）は、山梨県甲州市塩山上粟生野にある臨済宗妙心寺派の寺院。山号は、天真山。本尊は、延命地蔵菩薩。境内には、推定樹齢120年超のイトザクラ（シダレザクラの別名）があることで知られ、桜の名前は、「ボンボリ桜」と命名されている。